# 三山のぼる
三山 のぼる（みやま のぼる、1956年1月7日 - 2007年12月2日）は、日本の漫画家。

## 生涯
熊本県八代市出身。高卒後に上京してデザイン会社に勤務したのち、村野守美に師事し、池沢さとしのアシスタントを経て、1981年に週刊少年ジャンプにて「男文太」でデビュー。代表作に『メフィスト』など。
2007年に急性心不全で急逝した。

## 人物
- 山田貴敏などの後輩らから手早い筆致と高い画力を評価されていた[6]。
- 控えめで物静かな人柄だったという[6][7]。

## 作品

### 単行本
- 臥龍恥記（原作：小池一夫、全4巻）
- よろしくモナミ
- 明日もカイカン!!
- ノストラダムスの息子たち（全2巻）
- ブリキ細工のトタン屋根（全5巻）
- 三山のぼる/傑作短編集 ミッドナイト・トリップ
- 探偵桃語（原作：本田一景、全1巻） - 月曜ドラマランド（フジテレビ）にて実写ドラマ化された。主演は渡辺美奈代（1986年10月27日放送）
- 三山のぼる短編集1 [恋と青春譜] オームの法則
- 三山のぼる短編集2 [SF＆ロマン] エヴァの時代
- メフィスト（全6巻）
- 幸福ブイヨン（全2巻）
- カンタリス（全2巻）
- ゴドー（全2巻）
- シャイ・ニング
- RAT（ラット）（全2巻）
- COMING SOON（原作：荒井涼助）
- 風が吹いた日
- トップ・スピン（原作：荒井涼助、全4巻）
- 用心棒売ります（原作：黒土三男、全2巻）
- ピカイチ（原作：木内一雅、全8巻）
- 燃える秋（全3巻）
- 骨董屋優子（原作：佐和みずえ、全5巻）
- 古稀堂物語（原作：佐和みずえ）
- カンブリアン（全3巻）
- メディア（原作：加藤万里子）
- 麗羅（原案：山田ゴメス、全7巻）
- フォトガラ屋彦馬〜日本初のプロカメラマン（原作：壮野睦、全2巻）
- ファウストの女神（原作：嶋本周、全2巻）
- 紅嵐（原作：柊野陽、全2巻）
- 剣客情話（シナリオ：嶋本周）
- レクイエム―メモリアル未収録作品集

### 単行本未収録作品
- ゼウス（コミックトム掲載）
- イングリッシュマン・イン・エヴェレスト ジョージ・マロリー物語（モーニング掲載）
- まんきんたん（テレビランド掲載）

## 関連人物
師匠
- 池沢さとし
- 村野守美

アシスタント
- 山田貴敏[6][8]